# Sanjay Shihora
Sanjay Shihora (* 12. November 1967 in Rajkot, Gujarat) ist ein deutsch-indischer Comedian.
1989 begann Shihora in Paris ein zweijähriges Mimodramatikstudium bei Marcel Marceau in dessen École Internationale de Mimodrame. Hier lernte er auch seine spätere Ehefrau und Bühnenpartnerin, Svenja, kennen. Angebote aus England und ganz Europa folgten, und so spielten sie im „Cabaret du Casino“ in Monte Carlo, auf dem „La Piste aux Espoirs“ in Belgien, mehrmals auf dem „Daidogei festival – Japan“ sowie bei der Goldenen Rose von Montreux. Im Jahr 2002 gründete er mit seiner Frau den Comedy Club Kookaburra in Berlin.

## Fernsehauftritte
- BBC – M. Barrymore-Show
- RTL – Internationales Köln Comedy Festival
- WDR – Casino Royale
- WDR – Fun(k)haus
- ARD – Lachparade
- Swiss TV – Rob´s Comedy
- WDR – Nightwash
- TV Italia – Locorno
- ZDF, Studio Bach (Dirk)
- SFB – Int. Comedy fest.
- RTL – Freitag Nacht News
- Sat1Comedy – Kookaburra der Comedy Club[2]